# Liste von Persönlichkeiten aus Gandria
Diese Liste enthält in Gandria geborene Persönlichkeiten und solche, die in Gandria ihren Wirkungskreis hatten, ohne dort geboren zu sein. Die Liste erhebt keinen Anspruch auf Vollständigkeit.

## Persönlichkeiten
(Sortierung nach Geburtsjahr)
- Baldassar de Pedraciis de Gandrio (* um 1420 in Gandria; † nach 1475 in Genua ?), Baumeister in Genua[1][2]
- Giovan Antonio da Gandria (* um 1435 in Gandria; † nach 1474 in Como ?), Organist und Musiklehrer in Como[3][4]
- Martino Pedrazzo (* um 1440 in Gandria; † nach 1487 in Genua ?), Sohn von Baldassarre, Baumeister in Genua[5]
- Pietro da Gandria (* um 1490 in Gandria; † nach 1522 ebenda), Bildhauer tätig am Turm der Kathedrale von Genua[6][7]

- Familie de la Lobia. [8]
  - Zanono della Lobbia (* um 1360 in Gandria; † nach dem 1394 in Pavia ?), erwähnt 1389 und 1394 als maestro da legname, war an der Universität Pavia beschäftigt[8]
  - Pietro de Lobia (* um 1490 in Gandria; † nach 1555 ebenda), Baumeister, Mitglied des Generalrats von Lugano[8]
  - Domenico della Lobbia (* um 1460 in Gandria; † nach dem 1500 in Imola ?), Architekt. Er wirkte mit seinem Bruder Vigilio (Zillio) 1491 am Bau des Klosters und des Sanktuariums der Madonna del Piratello bei Imola. Nach dem Tode seines Vaters (um 1492), führte Zillio den Bau weiter. Domenico wird von einigen Autoren mit Domenico del lago di Lugano (erwähnt von Vasari) oder mit Domenico, der 1460 die Kapelle Santa Petronilla in Rom restaurierte, identifiziert[8][9]
  - Giulio (Zilio) della Lobbia (* um 1465 in Gandria; † nach dem 1500 in Imola ?), Architekt. Er wirkte mit seinem Bruder Dopmenico 1491 am Bau des Klosters und des Sanktuariums der Madonna del Piratello bei Imola. Nach dem Tode seines Vaters (um 1492), führte Zillio den Bau weiter. Domenico wird von einigen Autoren mit Domenico del lago di Lugano (erwähnt von Vasari) oder mit Domenico, der 1460 die Kapelle Santa Petronilla in Rom restaurierte, identifiziert[8][10]
  - Pietro della Lobbia (* um 1490 in Gandria; † nach dem 1555 ebenda), Baumeister, Mitglied des Generalrats von Lugano 1555, ist vielleicht identisch mit Pietro, Ingenieur, der 1514 an den Festungswerken von Genua arbeitete[11]
  - Giacomo della Lobbia (* um 1590 in Gandria; † nach dem 1649 ebenda), von Gandria, Dekorateur, wirkte am Palazzo Carcano in Mailand zwischen 1625 und 1649[8]

- Familie Verda. [12][13][14][15]
  - Egidio de la Verda (* um 1410 in Gandria; † nach 1458 in Lugano), Präsident des Rats von Lugano 1458[16][12]
  - Pietro della Verda (* um 1420 in Gandria; † nach 1491 in Genua ?), Sohn von Filippo, Baumeister[12][17]
  - Bernardo de la Verda (* um 1420 in Gandria; † nach 1472 in Granada ?), Baumeister[12][18]
  - Marchetto und Martinotto de la Verda (* um 1440 in Gandria; † nach dem 1471 in Mailand), von Gandria, sie betrieben einen Handel mit Marmorsäulen in Genua. Bürger von Mailand 1471[12]
  - Egidio oder Gil de la Verda (* um 1470 in Gandria; † nach dem 1509 in Granada ?), von Gandria, er begab sich 1509 mit vier ändern Mitgliedern der Familie nach Spanien, um dort am Bau des königlichen Castillo de La Calahorra in Granada zu arbeiten[12][19]
  - Giovanni de la Verda (* um 1470 in Gandria; † nach dem 1509 in Granada ?), von Gandria, er begab sich 1509 mit vier ändern Mitgliedern der Familie nach Spanien, um dort am Bau des königlichen Castillo de La Calahorra in Granada zu arbeiten[12][20]
  - Pietro de la Verda (* um 1475 in Gandria; † nach 1509 in Granada ?), Baumeister[12][21]
  - Alessandro Verda (* um 1500 in Gandria; † nach 1563 ebenda), Baumeister[12]
  - Giovanni Antonio Verda (* um 1520 in Gandria; † nach 1587 in Seckau), Steinmetz, Baumeister, Architekt und Militäringenieur[12][13][22]
  - Alessandro Verda de Olivetis (* um 1525 in Gandria; † nach 1601 ebenda), Steinmetz, Baumeister, Architekt[12][13]
  - Giovanni Domenico Verdina (* um 1537 in Gandria; † 24. Juni 1581 in Florenz), Baumeister, Architekt[23]
  - Vincenzo Verda de Olivetis (* um 1540 in Gandria; † 1603 in Graz), Architekt, Baumeister[12][13][22]
  - Marc Antonio Verda de Olivetis(* um 1545 in Gandria; † nach 1591 in Graz ?), Bildhauer[12][13]

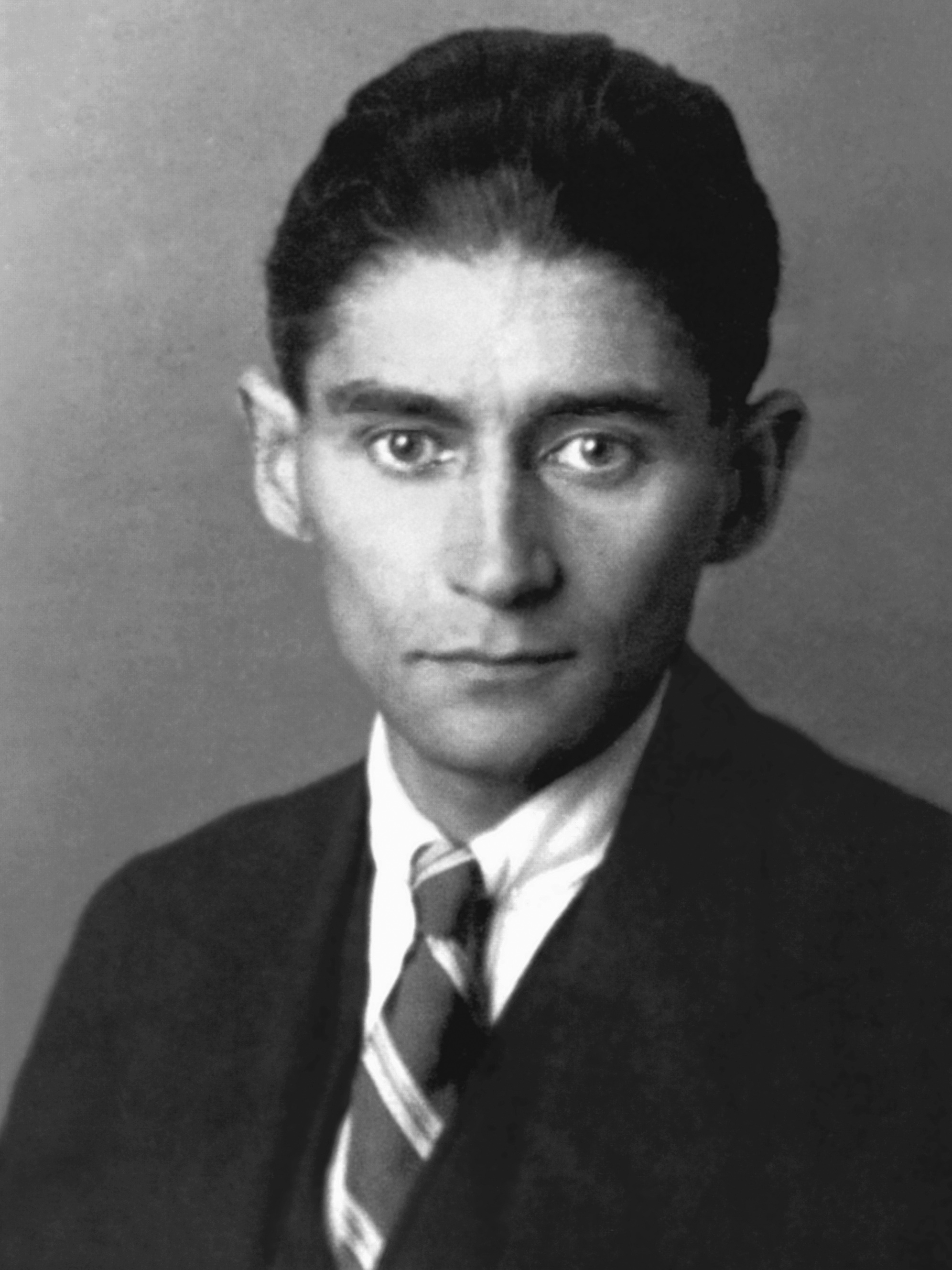
Franz Kafka (1923).

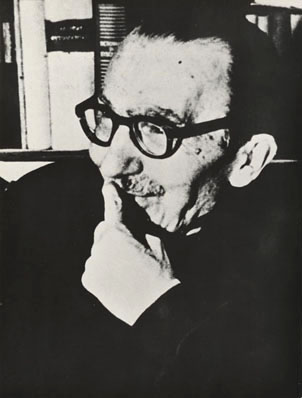
Nikos Kazantzakis

  - Battista Verda (* um 1550 in Gandria; † nach 1589 ebenda), Architekt im Dienst des Herzogs von Savoyen[12]
  - Giovanni Nicasio Verda (* um 1560 in Gandria; † um 1620 in Görz), Doktor der Rechte, er liess sich in Görz nieder[12]
  - Giovanni Battista Verda (* um 1582 in Gandria; † 15. September 1648 in Wien), Sohn des Giovanni Nicasio, Fiskalanwalt der Grafschaft Görz, Kämmerer von Erzherzog Ferdinand[24][12][13]
  - Giovanni Pietro Verda (* um 1585 in Gandria; † 1655); Graf von Werdenberg[25][12][13]
  - Giovanni Ferdinando Verda von Werdenberg (* 1625 in Wien; † 27. Màrz 1666 ebenda), Adel, Kammerherr des Ferdinand III. (HRR) ab 1. Januar 1651[26]
  - Giovanni Filippo Verda (* um 1680 in Wien; † 19. April 1733 in Brünn), letzter der Grafen von Werdenberg.[12]

- Künstlerfamilie Taddei. [27][28][29]

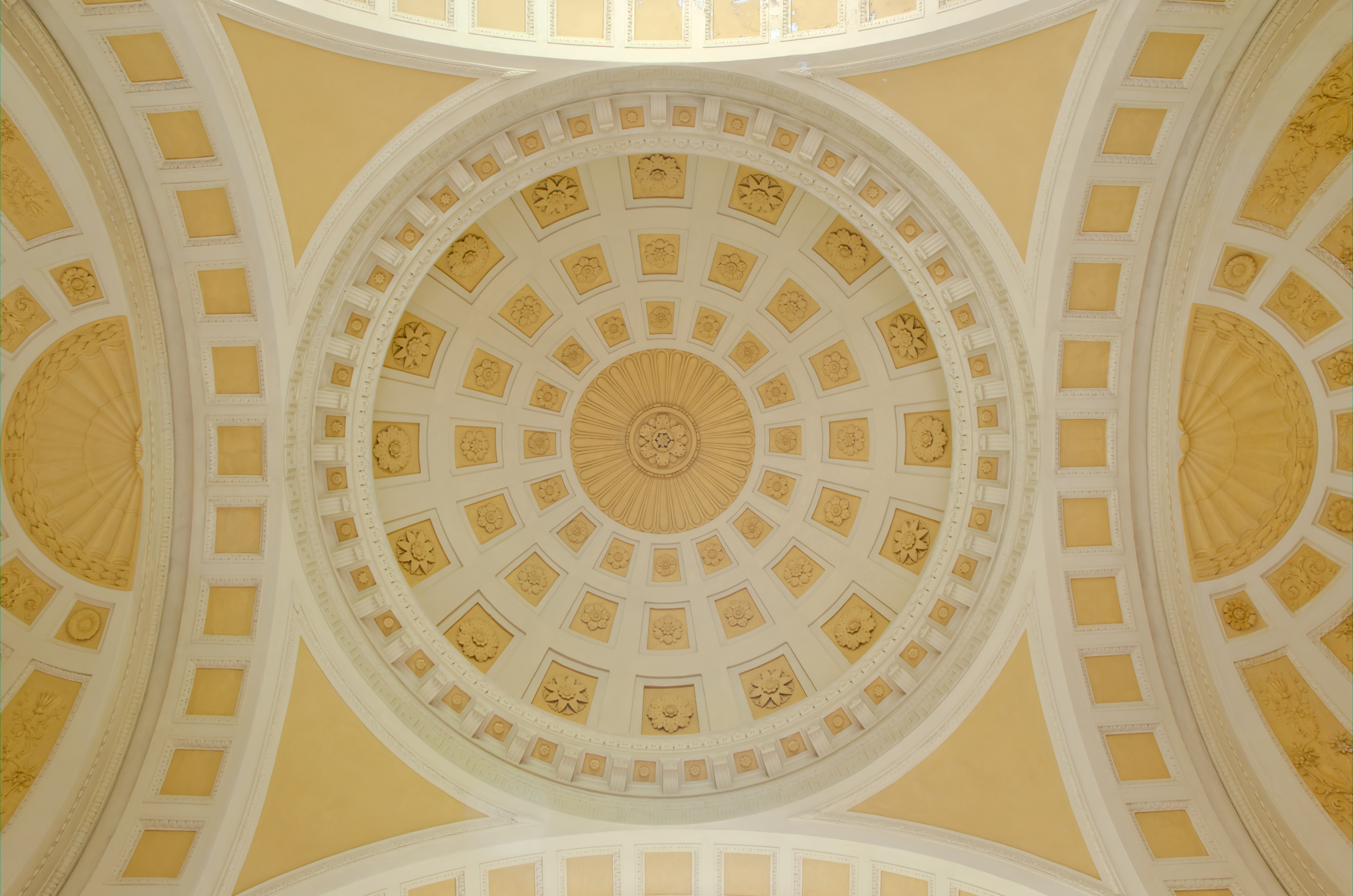
Francesco Antonio Tadey: Stuckarbeiten im Schimmelmann-Mausoleum, 1792.

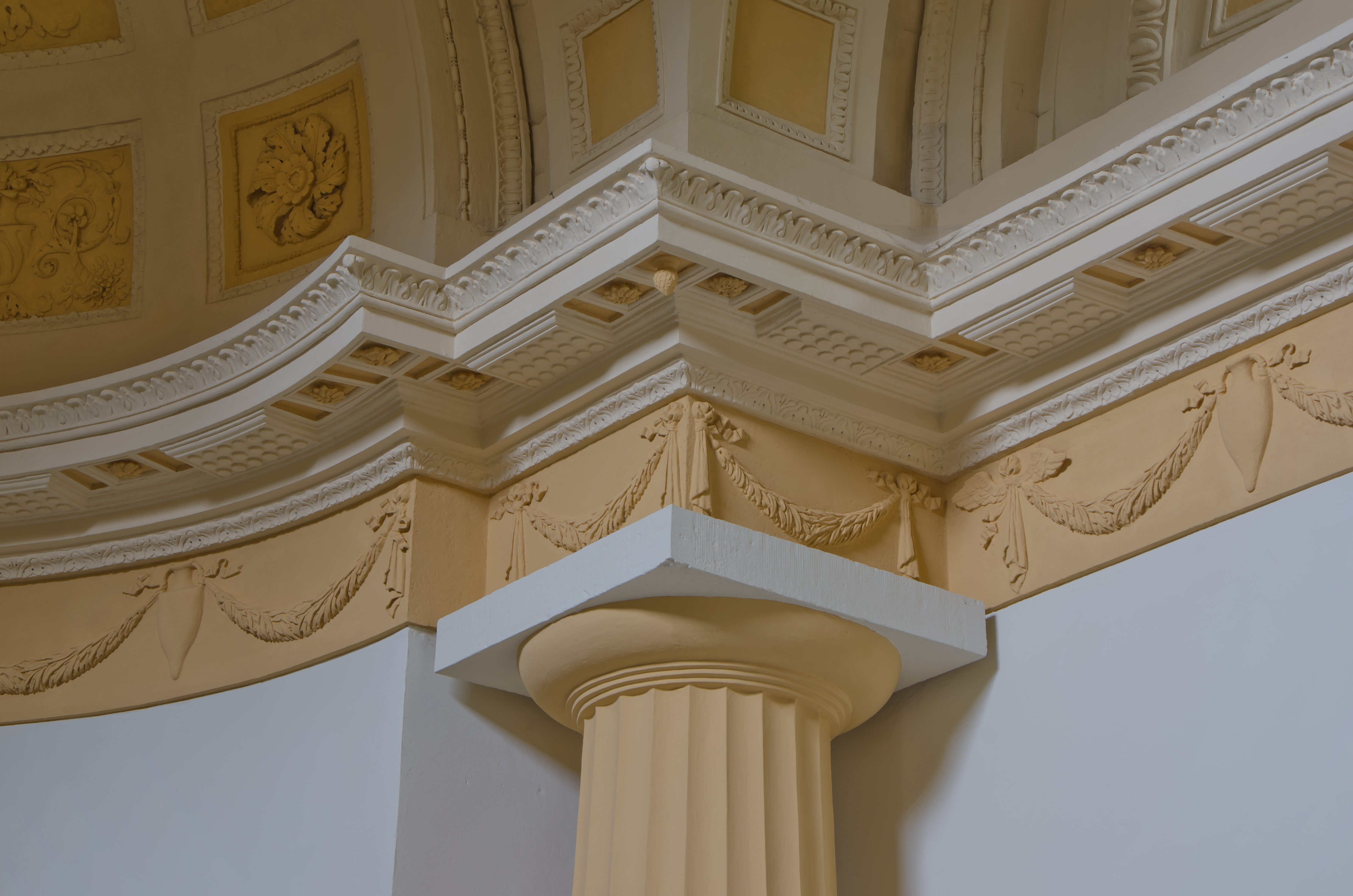
Francesco Antonio Tadey: Stuck über dem Säulenkapitell im Schimmelmann-Mausoleum, 1792.

  - Marco Dionigi Taddei (* um 1520 in Gandria; † 31, März 1573 in Graz ?), Architekt[27][28][29]
  - Marco Antonio Taddei (* um 1523 in Gandria; † nach 1596 in Graz), Architekt[27][29]
  - Pietro Taddei (* um 1520 in Gandria; † nach 1572 in Graz ?), Architekt[27][28][29]
  - Filippo Taddei (* um 1520 in Gandria; † nach 1572 in Graz ?), Baumeister[27][28]
  - Battista Taddei (* um 1520 in Gandria; † nach 1572 in Graz ?), Architekt[27][28]
  - Giacomo Taddei (* um 1540 in Gandria; † nach 1594 in Graz ?), Architekt[27]
  - Alessandro Taddei (* um 1585 in Graz; † 1667 in Gandria ?), Komponist und Hoforganist bei Erzherzog Ferdinand II. (HRR)[30][31]
  - Giovan Pietro Taddei (* 1658 in Gandria; † nach 1704 ebenda), Militäringenieur in Italien[27]
  - Giovanni Battista Taddei (* 1674 in Gandria; † 1742 ebenda), Bildhauer[27]
  - Michel Angelo Taddei (* Januar 1752 in Gandria; † 1831 ebenda), Sohn von Carlo Giuseppe, Stuckkünstler, er arbeitete in Schleswig-Holstein mit seinem Bruder Francesco Antonio[27][29]
  - Agostino Taddei (* 1763 in Gandria; † 21. August 1818 in Kopenhagen), Stuckateur, seit 1812 mit Bernardo Brilli aus Cureglia in Kopenhagen eine Konditorei eröffnete[29]
  - Francesco Antonio Tadey (1767–1827), Stuckateur
  - Carlo Giuseppe Taddei (* 18. März 1785 in Gandria; † 9. Februar 1858 in Lugano), Notar, Politiker[27]
  - Angelo Taddei (* 31. März 1820 in Gandria; † 6. Januar 1871 in Comano TI), Anwalt und Notar, Tessiner Grossrat, erster Präsident der Società Piana[27][32]

- Familie Bordoni. 
  - Vigilio Bordoni (* um 1690 in Gandria; † nach 1744 in Madrid ?), Stuckateur. 1731 war er im Palacio Real (Madrid) in Madrid tätig, zusammen mit Vigilio Rabaglio und Raimondo de Marchi aus Gandria[33][34]
  - Carlo Bordoni (* um 1755 in Gandria; † nach 1795 ebenda), Architekt in Cesena[33]
  - Rodolfo Bordoni (* 13. März 1897 in Maroggia; † 6. Dezember 1966 in Lugano), Anwalt und Notar, Vizegemeindepräsident von Lugano, Tessiner Grossrat, Nationalrat[35]
  - Bruno Bordoni (* um 1920 in Gandria), Oberstleutnant der Schweizer Armee, lokal Historiker, Autor Lugano, l’Arcicofraternita della Buona Morte ed Orazione sotto il titolo di Santa Marta e il San Salvatore. Grassi, Bellinzona-Lugano 1971; Gandria, Controversie di confine; I Verda di Gandria, baroni e conti di Verdenberg. In BSSI 78, fasc. 2-3. Bellinzona 1966; Opere dei pittori luganesi Torricelli a Gandria. In BSSI 79, fasc. 1. Bellinzona 1967
  - Fernando Bordoni (* 15. Juli 1937 in Mendrisio), Kunstmaler, Mosaikarbeiter schuf Geometrische Abstraktion, Interventionen in der Architektur, Mosaike und klassische Techniken[36][37]
  - Francesca Bordoni (* 28. Juli 1963 in Lugano), aus Gandria, Unternehmerin, Politikerin (PPD), Gemeinderätin, Grossrätin[38]

- Künstlerfamilie Rabaglio. [39][40]
  - Prospero Rabaglio (* um 1550 in Gandria; † nach 1588 in Brescia), Maler[41]
  - Vigilio Rabaglio (* 24. September 1711 in Gandria; † 26. Mai 1800 ebenda), Architekt in Madrid[42][43]
  - Pietro Rabaglio (* 18. September 1721 in Gandria; † 12. November 1799 ebenda), Stuckkünstler[44][43]

- Antonio Pini (* um 1630 in Bellagio; † 1666 ? ebenda), Künstler, Bildhauer aus Bellagio, Zusammen mit Carlo Antonio Ramponi schuf er 1662 den Tabernakel der Pfarrkirche Sankt Martino von Sessa und 1666 die Madonna del Rosario der Pfarrkirche San Vigilio von Gandria[45]
- Giambattista Giambonini (* 1674 in Gandria; † 1742 in Brescia), Bildhauer schuf die Statue des Heiligen Benedikt in der Kirche Santi Faustino e Giovita in Brescia[46][47][48]
- Raimondo Demarchi (* um 1700 in Gandria; † nach 1750 in Madrid ?), Stuckateur in Madrid mit Vigilio Rabaglio[49][50]
- Bartolomeo Guglielmi (* 13. Dezember 1789 in Gandria; † nach 1857 in Verona), Architekt in Verona[51]
- Carlo Jegher, Schriftsteller[52]
- Franz Kafka (1883-1924), Schriftsteller wohnte in Gandria[53]
- Nikos Kazantzakis (1883–1957), griechische Schriftsteller und die griechische Philosophin Elli Lambridi halten sich 1918 in Gandria auf
- Remo Giambonini (* 11. Oktober 1911 in Gandria; † 1997), Violinist und Mandolinist[54]
- Mauro Pacchin (* 12. Juni 1942 in Gandria), Primarlehrer, Musiker, Komponist, Direktor und Gründer des Concerto mandolinistico di Lugano (OML) 1976[55][56]
- Giorgio Bellini (1945–2024), Politaktivist, lebte und starb in Gandria
- Roberto Genazzini (* 30. Dezember 1959 in Gandria), Autor von Kurzgeschichten und historischen Werken[57]